# Proneura prolongata
Proneura prolongata är en trollsländeart som beskrevs av Selys 1889. Proneura prolongata ingår i släktet Proneura och familjen Protoneuridae. IUCN kategoriserar arten globalt som otillräckligt studerad. Inga underarter finns listade i Catalogue of Life.